# Коротконожка
Коротконо́жка (лат. Brachypódium) — род злаковых травянистых растений.

## Ботаническое описание
Многолетние, реже однолетние травянистые растения. Листья плоские или свёрнутые, с плёнчатым язычком.
Соцветие — рыхлая кистевидная метёлка с колосками, редко из единственного колоска. Колоски очерёдные с противоположных сторон оси соцветия, удлинённые, с 5—20 цветками, иногда слабо или даже довольно сильно сплюснутые с боков. Колосковые чешуи неравные, ланцетные, плёнчатые до травянистых, короче нижней цветковой чешуи, закруглённые, с 3—9 жилками, иногда с короткой остью на верхушке. Нижние цветковые чешуи ланцетные, с 7—9 жилками, на верхушке заострённые, с прямой остью. Верхние цветковые чешуи килеватые, реснитчатые.
Зерновки скрыты в цветковых чешуях, продольно бороздчатые.

## Ареал
Представители рода распространены в умеренные регионах Евразии, в горной Африке, а также в Новом Свете от Мексики до Боливии.

## Таксономия
Brachypodium P.Beauv., Essai d'une Nouvelle Agrostographie 100. 1812.
Научное название рода образовано от др.-греч. βραχύς — «короткий» и πόδιον — «ножка», «основание».

### Синонимы
- Disticheia Ehrh., Beitr. Naturk. 4: 148. 1789.
- Tragus Panz., Denkschr. Akad. Muench. 296. 1813, nom. illeg.
- Trachynia Link, Hort. Berol. 1: 42. 1827.
- Brevipodium Á.Löve & D.Löve, Bot. Not. 114: 36. 1961.

### Виды
- Brachypodium arbuscula Gay ex Knoche
- Brachypodium atlanticum Dobignard
- Brachypodium bolusii Stapf
- Brachypodium distachyon (L.) P.Beauv. — Коротконожка двуколосковая
- Brachypodium flexum Nees
- Brachypodium glaucovirens (Murb.) Sagorski
- Brachypodium humbertianum A.Camus
- Brachypodium kawakamii Hayata
- Brachypodium kotschyi Boiss.
- Brachypodium madagascariense A.Camus & H.Perrier
- Brachypodium mexicanum (Roem. & Schult.) Link
- Brachypodium perrieri A.Camus
- Brachypodium phoenicoides (L.) Roem. & Schult.
- Brachypodium pinnatum (L.) P.Beauv. typus[1] — Коротконожка перистая
- Brachypodium pringlei Scribn. ex Beal
- Brachypodium retusum (Pers.) P.Beauv.
- Brachypodium sylvaticum (Huds.) P.Beauv. — Коротконожка лесная